# چرچیل: سال‌های هالیوود
چرچیل: سال‌های هالیوود (به انگلیسی: Churchill: The Hollywood Years) فیلمی محصول سال ۲۰۰۴ و به کارگردانی پیتر ریچاردسون است. در این فیلم بازیگرانی همچون کریستین اسلیتر، نو کمبل، میراندا ریچاردسون، آنتونی شر، رومانی مالکو، هری انفیلد، ریک مایال، جیم مویر، باب مورتیمر، فیل کورنول، استیو پمبرتون، استیون اودانل، جیمز دریفوس، مکنزی کروک، سالی فیلیپس، لزلی فیلیپس و دیوید اشنایدر ایفای نقش کرده‌اند.